# Monestir del Gran Meteor
El Monestir del Gran Meteor (Μεγάλο Μετέωρο en grec) és un monestir ortodox, que es troba al nord de Grècia, a la plana de Tessàlia, a prop de la ciutat de Kalambaka, a la vall del riu Peneu. Forma part d'un grup de sis monestirs que es designen com a Monestirs suspesos en l'aire o Monestirs en el cel, situats a Els Meteors (Meteora), que foren classificats com a Patrimoni de la Humanitat per la UNESCO des de l'any 1988.
El monestir es va crear com a claustre de Sant Atanasi de Meteora en la primera meitat del segle xiv. Atanasi va construir un temple dedicat a la Mare de Déu, que es va conéixer com la Mare de Déu de la Pedra del Meteor, i hi creà una comunitat monàstica. Entre el 1544 i el 1545 es va construir un nou katholikon, dedicat a la Transfiguració de Jesús. En el mateix període també se n'alçà la torre i el 1572 la granja que la voreja. El 1806 s'hi feren noves cel·les.
Els seus frescos són composicions iconogràfiques inspirades en els dogmes i litúrgia de l'Església ortodoxa. Es caracteritzen per la seua gran qualitat artística, plasticitat i mestratge. Les imatges  reflecteixen un fervor religiós ortodox. Se'n desconeix l'autoria, tot i que sí que se sap que els frescos del katholikon del Gran Meteor els va fer Teòfanes de Creta, i que serien la seua darrera obra.
A prop de l'entrada del monestir hi ha una torreta que albergava el celler i l'espai per a les provisions dels monjos. A hores d'ara és una mena de sala museu per a visitants, perquè coneguen la vida quotidiana dels monjos.

## Galeria d'imatges

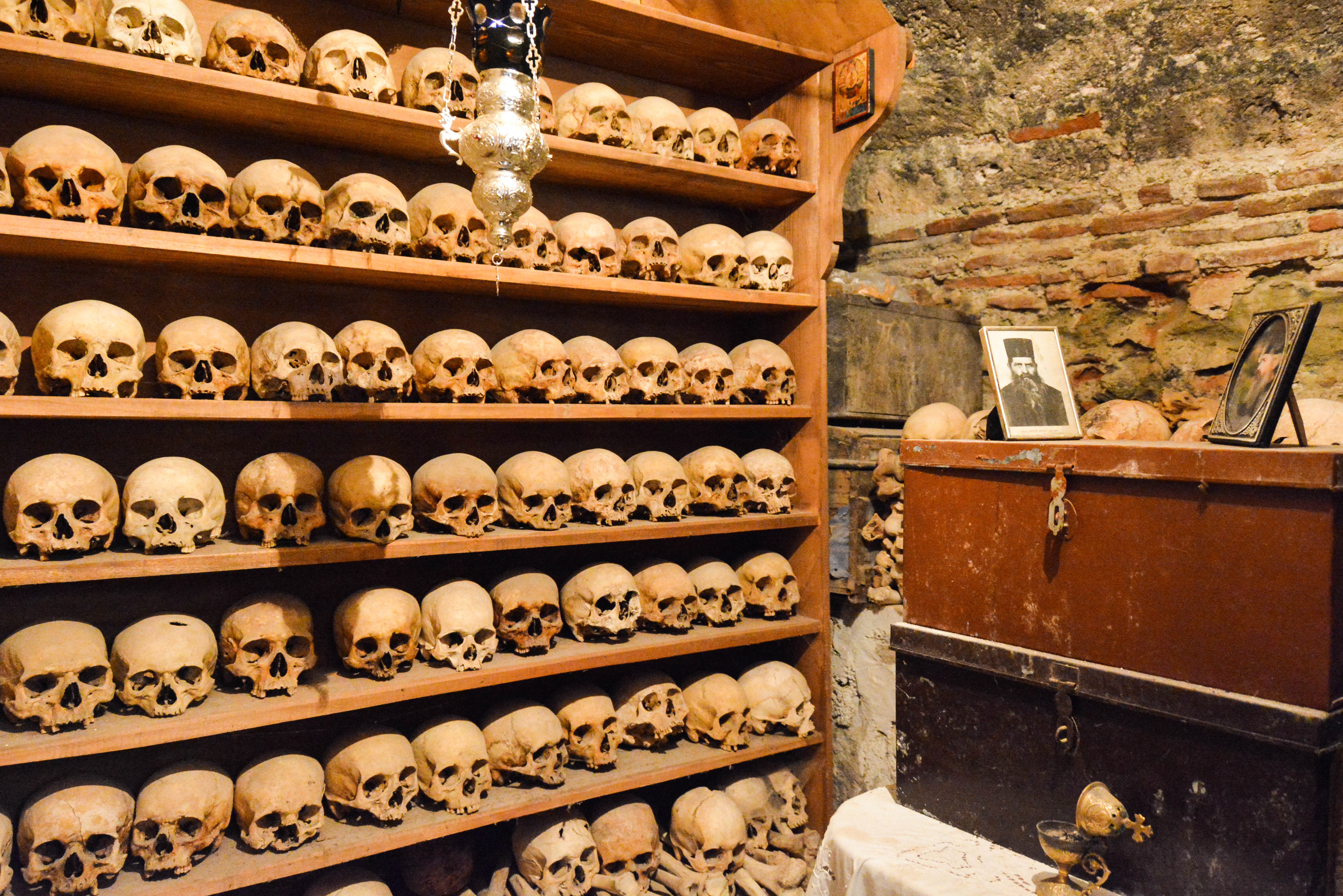
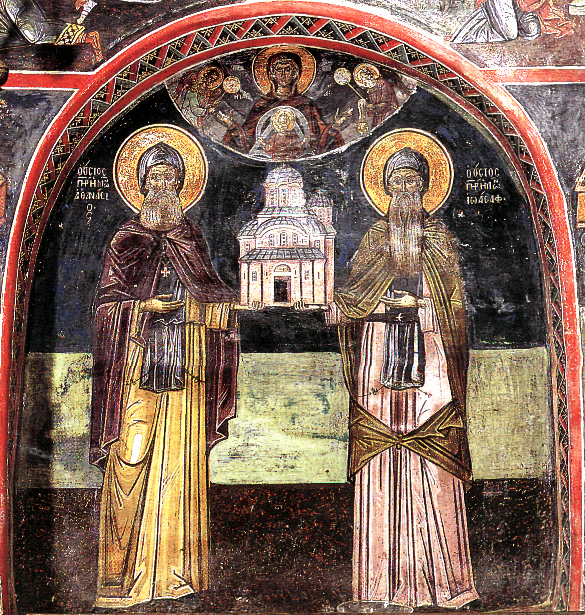
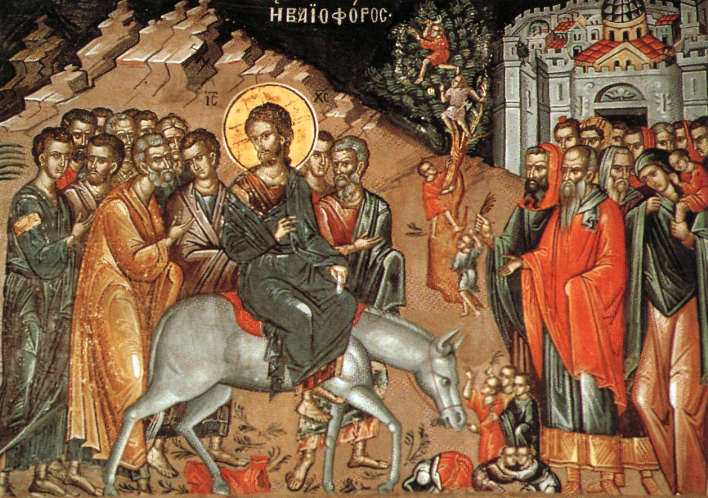
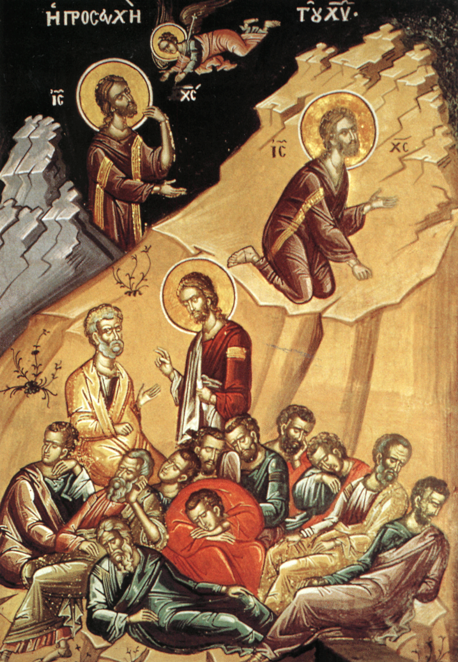
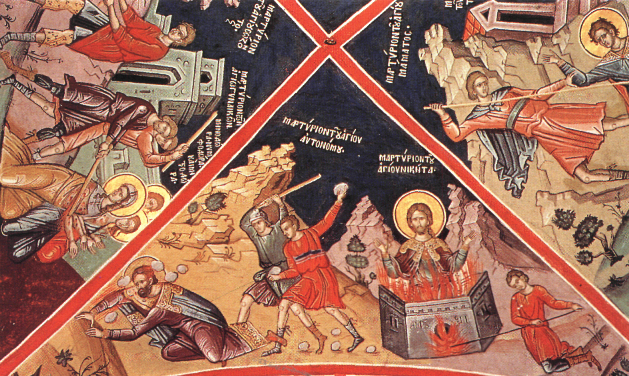
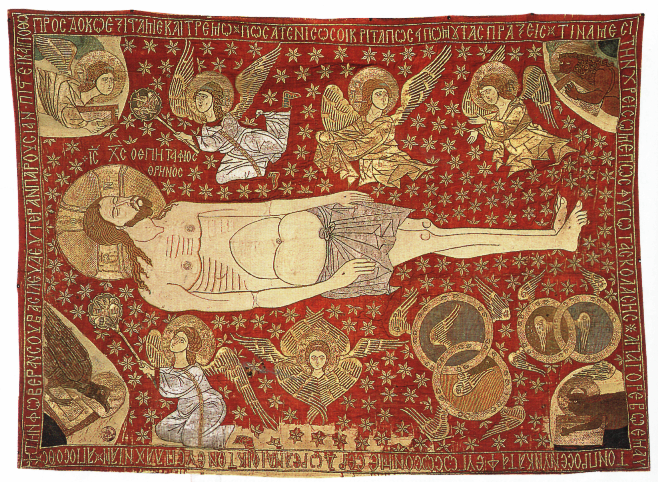